# Maxime Poundjé
Maxime Poundjé (Bordeaux, 16 augustus 1992) is een Frans voetballer die doorgaans als linksback speelt. Hij stroomde in 2010 door vanuit de jeugd van Girondins Bordeaux.

## Clubcarrière
Poundjé komt uit de jeugdacademie van Girondins Bordeaux. In het seizoen 2011/12 speelde hij op uitleenbasis voor Nîmes Olympique, waar hij 29 competitiewedstrijden speelde. Hij debuteerde voor Bordeaux tijdens het seizoen 2012/13.

## Interlandcarrière
Poundjé behaalde vijf caps voor Frankrijk -18 en vier caps voor Frankrijk -19.
1 Johnsson ·
2 Gregersen ·
4 Bokele ·
5 Barbet  ·
6 Ihnatenko ·
8 Sissokho ·
9 Vipotnik ·
10 Weissbeck ·
11 Pitu ·
13 Strączek ·
14 N'Simba ·
17 Elis ·
18 Biumla ·
19 Ekomié ·
20 Díaz ·
22 De Amorim ·
24 Marcelin ·
26 Depussay ·
29 Livolant ·
30 Davitasjvili ·
34 Michelin ·
40 Bedfian ·
72 Cassubie ·
77 Badji ·
81 De Lima ·
91 Tebili ·
97 Rouyard ·
99 Swiderski ·
Coach: Guion
· Assistent-coach: Plašil
· Keeperstrainer: Coupet